# S42HW
S42HWはHuaweiが開発しイー・モバイルが販売するW-CDMA及びGSM通信方式に対応するAndroidをOSに搭載したスマートフォン。通称 smart bar 。

## 概要
- 日本国内初のテンキー付ストレート型のAndroidスマートフォンである。
- Huaweiブランドで投入されるが、製造はInventec Appliancesが手掛ける。当初はS41IAという型番で投入する予定だったようである。

沿革
- 2011年5月31日 テレコムエンジニアリングセンターによる技術基準適合証明の工事設計認証 （工事設計認証番号001XYAA1826,001MWAA1455,001WWDA1536）
  - 申請者Inventec Appliances (Jiangning)、型式S41IA
- 2011年6月13日 電気通信端末機器審査協会による技術基準適合認定の設計認証 （設計認証番号A11-0171001）